# Os Imortais Tricolores
O A.R.B.C. Escola de Samba Os Imortais Tricolores é uma escola de samba de Porto Alegre.

## História
A Agremiação foi criada por torcedores do Grêmio. Fez seu primeiro desfile oficial no ano de 2024, e já no seu primeiro desfile sagrou-se campeã do Carnaval Descentralizado (antiga Série Bronze).

## Segmentos

### Presidentes
| Nome                            | Mandato    | Ref.  |
| ------------------------------- | ---------- | ----- |
| José Ricardo Oliveira (Zezinho) | 2019-Atual | [ 5 ] |

### Diretores
| Ano  | Diretor de Carnaval        | Ref.  |
| ---- | -------------------------- | ----- |
| 2024 | Julio Cesar Lemos "Julião" | [ 5 ] |

| Ano  | Mestre de Bateria | Ref.  |
| ---- | ----------------- | ----- |
| 2024 | Mestre Tiagner    | [ 5 ] |

### Casal de Mestre-sala e Porta-bandeira
| Ano  | Nome            | Ref.  |
| ---- | --------------- | ----- |
| 2024 | Yuri e Giordana | [ 5 ] |

### Porta Estandarte
| Ano  | Nome           | Ref.  |
| ---- | -------------- | ----- |
| 2024 | Patrícia Nunes | [ 5 ] |

## Carnavais
| Ano  | Colocação | Grupo           | Enredo                                                  | Carnavalesco                | Intérprete            | Ref.        |
| ---- | --------- | --------------- | ------------------------------------------------------- | --------------------------- | --------------------- | ----------- |
| 2024 | Campeã    | Descentralizado | Os Segredos, Mistérios e Transformações da Noite        | Alexandre, Zezinho e Julião | Rycardinho e Luisinho | [ 5 ] [ 6 ] |
| 2025 | *         | Convidada       | Pai, Abençoe o Pão Nosso de Cada Dia. E que Assim Seja… |                             | Luciara Baptista      | [ 7 ]       |

## Títulos
| Títulos da Imortais Tricolores | Títulos da Imortais Tricolores | Títulos da Imortais Tricolores | Títulos da Imortais Tricolores |
| ------------------------------ | ------------------------------ | ------------------------------ | ------------------------------ |
| Grupo                          | Grupo                          | Título                         | Ano                            |
|                                | Descentralizado                | 1                              | 2024                           |